# Злиття даних датчиків

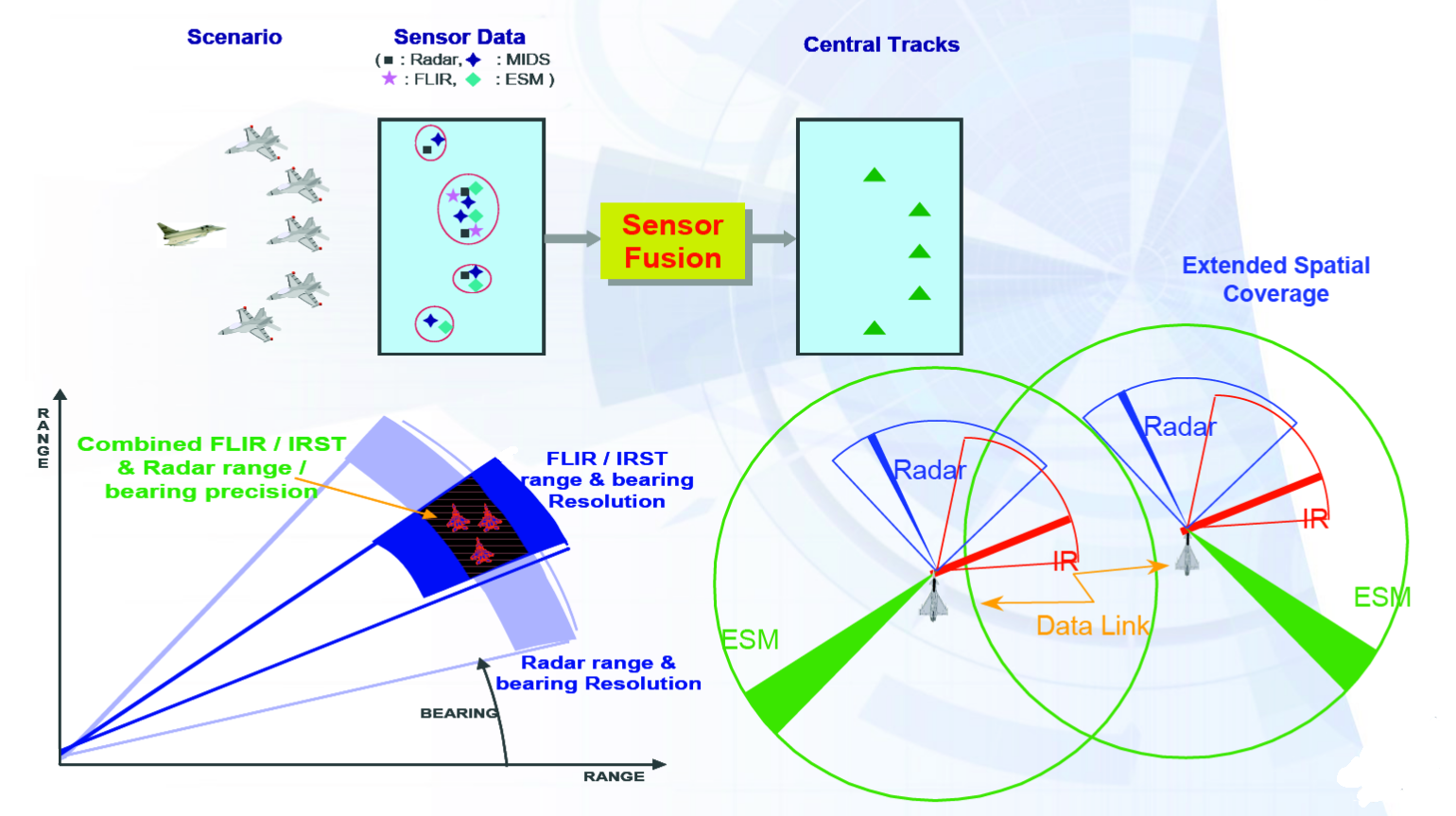
Злиття даних датчиків Eurofighter

Злиття (або синтез) даних датчиків — це процес об'єднання даних датчиків або даних, отриманих з різних джерел, таким чином, що отримана інформація має меншу невизначеність, ніж як би ці джерела використовуються окремо. Наприклад, потенційно можна отримати більш точну оцінку місцезнаходження об'єкта, об'єднавши кілька джерел даних, таких як відеокамери та сигнали локалізації WiFi. Термін зменшення невизначеності в цьому випадку може означати більш точний, більш повний або більш надійний або вказувати на результат виниклого погляду, наприклад стереоскопічний зір (розрахунок інформації про глибину шляхом комбінування двовимірних зображень з двох камер з дещо відмінними точками зору).
Не вимагається, щоб джерела даних для процесу злиття походили від ідентичних датчиків. Можна розрізнити пряме злиття, непряме злиття та злиття вихідних даних з цих двох типів. Прямий синтез — це об'єднання даних датчиків із набору гетерогенних або однорідних датчиків, обчислювальних датчиків та історичних даних датчиків, тоді як непряме об'єднання використовує такі джерела інформації, як апріорні знання про навколишнє середовище та данні, створені людиною.
Злиття даних датчиків також відоме як (багатосенсорне) злиття даних є частиною злиття інформації.

## Приклади датчиків
- Акселерометри
- Заходи електронної підтримки (Electronic Support Measures, ESM)
- Flash LIDAR
- Глобальна система позиціонування (GPS)
- Інфрачервона / тепловізійна камера
- Магнітні датчики
- MEMS
- Фазована решітка
- Радар
- Радіотелескопи, такі як запропонований квадратний кілометровий масив, найбільший датчик, коли-небудь створений
- LIDAR-сканування
- Сейсмічні датчики
- Сонар та інша акустика
- Гідроакустичний буй[en]
- Телекамера

- Додатковий список датчиків

## Алгоритми
Злиття датчиків — це термін, який охоплює ряд методів і алгоритмів, у тому числі:
- Центральна гранична теорема
- Фільтр Калмана[3]
- Баєсова мережа
- Теорія Демпстера – Шафера[en]
- Згорткова нейронна мережа
- Гаусові процеси[4][5]

## Приклади розрахунків
Нижче наведено два приклади розрахунків злиття датчиків.
Нехай {\displaystyle {\textbf {x}}_{1}} і {\displaystyle {\textbf {x}}_{2}} позначають два вимірювання датчика з відхиленнями шуму {\displaystyle \scriptstyle \sigma _{1}^{2}} і {\displaystyle \scriptstyle \sigma _{2}^{2}}, відповідно. Один зі способів отримання комбінованого вимірювання {\displaystyle {\textbf {x}}_{3}} полягає у застосуванні зворотньо-дисперсійного зважування, яке також використовується в рамках згладжувача з фіксованим інтервалом Фрейзера-Поттера, а саме
{\displaystyle {\textbf {x}}_{3}=\sigma _{3}^{2}(\sigma _{1}^{-2}{\textbf {x}}_{1}+\sigma _{2}^{-2}{\textbf {x}}_{2})} ,
де {\displaystyle \scriptstyle \sigma _{3}^{2}=(\scriptstyle \sigma _{1}^{-2}+\scriptstyle \sigma _{2}^{-2})^{-1}} — дисперсія комбінованої оцінки. Можна помітити, що об'єднаний результат є просто лінійною комбінацією двох вимірювань, зважених за їхньою відповідною інформацією.
Іншим методом об'єднання двох вимірювань є використання оптимального фільтра Калмана. Припустимо, що дані генеруються системою першого порядку і нехай {\displaystyle {\textbf {P}}_{k}} позначимо розв'язок рівняння Ріккаті фільтра. Застосовуючи правило Крамера в розрахунку підсилення, можна знайти, що коефіцієнт посилення фільтра визначається як: 
{\displaystyle {\textbf {L}}_{k}={\begin{bmatrix}{\tfrac {\scriptstyle \sigma _{2}^{2}{\textbf {P}}_{k}}{\scriptstyle \sigma _{2}^{2}{\textbf {P}}_{k}+\scriptstyle \sigma _{1}^{2}{\textbf {P}}_{k}+\scriptstyle \sigma _{1}^{2}\scriptstyle \sigma _{2}^{2}}}&{\tfrac {\scriptstyle \sigma _{1}^{2}{\textbf {P}}_{k}}{\scriptstyle \sigma _{2}^{2}{\textbf {P}}_{k}+\scriptstyle \sigma _{1}^{2}{\textbf {P}}_{k}+\scriptstyle \sigma _{1}^{2}\scriptstyle \sigma _{2}^{2}}}\end{bmatrix}}.}
Можна побачити, що коли перше вимірювання не зашумлене, фільтр ігнорує друге вимірювання і навпаки. Тобто, сукупна оцінка зважується відповідно до якості вимірювань.

## Централізація проти децентралізації
При злитті даних датчиків централізація проти децентралізації стосується того, де відбувається злиття даних. При централізованому злитті клієнти просто пересилають усі дані до центру, а деяка сутність у центрі відповідає за кореляцію та об'єднання даних. У децентралізованому режимі клієнти несуть повну відповідальність за об'єднання даних. «У цьому випадку кожен датчик або платформу можна розглядати як інтелектуальний актив, який має певний ступінь автономії у прийнятті рішень».
Існує різні комбінації централізованих і децентралізованих систем.
Інша класифікація конфігурації датчиків відноситься до координації інформаційного потоку між датчиками. Ці механізми забезпечують спосіб вирішення конфліктів або розбіжностей і дозволяють розробити динамічно чутливі стратегії. Датчики мають надлишкову (або конкурентну) конфігурацію, якщо кожен вузол забезпечує незалежні вимірювання однакових властивостей. Цю конфігурацію можна використовувати для виправлення помилок при порівнянні інформації з кількох вузлів. Надлишкові стратегії часто використовуються зі злиттям на високому рівні у процедурах голосування. Додаткова конфігурація виникає, коли кілька джерел інформації надають різну інформацію про одні й ті ж ознаки. Ця стратегія використовується для об'єднання інформації на рівні сирих (необроблених) даних в алгоритмах прийняття рішень. Додаткові ознаки зазвичай застосовуються в задачах розпізнавання руху за допомогою нейронної мережі, прихованої моделі Маркова, методу опорних векторів, методів кластеризації та інших методів. Кооперативне злиття датчиків використовує інформацію, отриману кількома незалежними датчиками, щоб надати інформацію, яка була б недоступна з окремих датчиків. Наприклад, можна використовуються датчики, підключені до частин тіла, для визначення кута між ними. Кооперативна стратегія, стосовно датчиків, дає інформацію, яку неможливо отримати з окремих вузлів. Кооперативне злиття інформації можна використовувати для розпізнавання руху, аналізу ходи, аналізу руху.

## Рівні
Існує кілька категорій або рівнів злиття даних датчиків, які зазвичай використовуються.
- Рівень 0 — Вивірювання даних
- Рівень 1 — Оцінка об'єкта (наприклад, сигнал/ознака/об'єкт).
  - Відстеження та виявлення/розпізнавання/ідентифікація об'єктів
- Рівень 2 — Оцінка ситуації
- Рівень 3 — Оцінка впливу
- Рівень 4 — Оцінка на рівні процесу (тобто керування датчиками)
- Рівень 5 — Оцінка на рівні користувача

Рівень злиття даних датчиків також можна визначити на основі типу інформації, яка використовується на вході алгоритму злиття. Точніше, злиття датчиків можна виконати, об'єднавши необроблені дані, що надходять з різних джерел, екстрапольовані ознаки або навіть рішення, прийняті окремими вузлами.
- Рівень даних — об'єднання на рівні даних (або раннє злиття) має на меті об'єднання необроблених даних з кількох джерел і представляти техніку злиття на найнижчому рівні абстракції. Це найпоширеніша техніка з'єднання датчиків у багатьох сферах застосування. Алгоритми злиття рівня даних зазвичай мають на меті об'єднати декілька однорідних джерел сенсорних даних для отримання більш точних і синтетичних показань[28]. Коли використовуються портативні пристрої, стиснення даних є важливим фактором, оскільки збір необробленої інформації з кількох джерел створює величезний інформаційний простір, який може визначити зазначену проблему з точки зору пам'яті або пропускної здатності зв'язку для портативних систем. Злиття інформації на рівні даних має тенденцію генерувати великий простір даних, що уповільнює процедуру прийняття рішень. Крім того, злиття на рівні даних часто не може впоратися з неповними вимірюваннями. Якщо один з датчиків стає непотрібним через несправності, поломки або інші причини, ціла система може мати неоднозначні результати.
- Рівень ознак — ознака відповідає інформації, яка обчислена на борту кожним сенсорним вузлом. Потім ці ознаки надсилаються до вузла злиття, де обробляються алгоритмом злиття[29]. Ця процедура створює менший інформаційний простір порівняно з рівнем даних, і це краще з точки зору обчислювального навантаження. Очевидно, важливо правильно вибрати ознаки, на основі яких будуть відбуватися процедури класифікації: вибір найбільш ефективного набору ознак має бути основним аспектом при розробці методу. Використання алгоритмів вибору ознак, які правильно виявляють корельовані ознаки та підмножини ознак, покращує точність розпізнавання, але зазвичай для цього потрібні великі навчальні набори, щоб можна було знайти найбільш значущу підмножину ознак[27].
- Рівень рішення — рівень рішення (або пізне) злиття — це процедура вибору гіпотези з набору гіпотез, породжених окремими (зазвичай слабшими) рішеннями кількох вузлів[30]. Це найвищий рівень абстракції, він використовує інформацію, яка вже була опрацьована шляхом попередньої обробки даних або ознак. Основна мета об'єднання рішень полягає у використанні класифікатора метарівневого рівня, тоді як дані з вузлів попередньо обробляються з метою отримання з них ознак[31]. Зазвичай об'єднання датчиків рівня рішення використовується для класифікації та розпізнавання активності, і два найпоширеніших підходи — це голосування більшістю та наївний Байєс.  Переваги, що випливають із злиття рівня рішень, включають пропускну здатність зв'язку та покращену точність прийняття рішень. Це також дозволяє комбінувати гетерогенні датчики[29].

## Застосування
Одним із застосувань злиття датчиків є GPS/INS, де дані системи глобального позиціонування та інерціальної навігаційної системи об'єднуються за допомогою різних методів, наприклад, розширеного фільтра Калмана. Це корисно, наприклад, для визначення положення літака за допомогою недорогих датчиків. Іншим прикладом є використання підходу об'єднання даних для визначення стану дорожнього руху (низький рух, затор, середній потік) із використанням зібраних акустичних даних, даних зображень і датчиків на узбіччі дороги. У сфері автономного водіння злиття датчиків використовується для об'єднання зайвої інформації від додаткових датчиків з метою отримання більш точного і надійного уявлення про навколишнє середовище.
Хоча технічно сучасні методи на основі згорткових нейронних мереж не є спеціальним методом злиття датчиків, однак, вони можуть одночасно обробляти дуже багато каналів сенсорних даних (наприклад, гіперспектральне зображення з сотнями смуг) і об'єднувати відповідну інформацію для отримання результатів класифікації.